# Грубер, Йозеф (медик)
Йозеф (Иосиф) Грубер (нем. Josef Gruber; 1826—1900) — австрийский медик.

## Биография
Йозеф Грубер родился 4 августа 1827 года в Козолупе (Богемия). Изучал медицину в Венском университете.
В 1860-х гг. Й. Грубер выпустил ряд работ по хирургии, а затем первый в Австрии стал исследовать болезни уха, став в 1863 году приват-доцентом по отологии. 
В 1864 году Йозеф Грубер занял место директора недавно открытой отологической лечебницы при Венском университете. В 1855 году он получил степень доктора медицины и доктора хирургии. 
С 1870 года занимал должность экстраординарного профессора в альма-матер, а в 1873 году стал во главе первой в австрийской столице отологической клиники. В 1893 году Грубер получил звание ординарного профессора и читал лекции студентам вплоть до 1898 года, когда он вышел на пенсию. 
Перу Грубера принадлежит около 200 монографий (перечень их в Monatsschr. für Ohrenheil., 1900) и ряд книг, из которых его руководство (Lehrbuch) получило очень широкое распространением. В 1860-х годах Грубер основал журнал «Monatsschrift für Ohrenheilkunde etc.», а в 1896 году «Oester. Otologische Gesellschaft». 
Йозеф Грубер умер 31 марта 1900 года в Вене и был похоронен на Центральном кладбище города.
Заслуги учёного были отмечены австрийским орденом Железной Короны III степени и греческим орденом Спасителя.